# Rivian R1T
Rivian R1T este o camionetă electrică, alimentată cu baterii, produsă de compania americană Rivian.